# Phlugis crassifemorata
Phlugis crassifemorata är en insektsart som beskrevs av Kästner 1932. Phlugis crassifemorata ingår i släktet Phlugis och familjen vårtbitare. Inga underarter finns listade i Catalogue of Life.